# Ващук Олеся Петрівна
Олéся Петрíвна Ващýк (нар. 3 травня 1986) — український криміналіст і громадська діячка, Доктор юридичних наук, доцент кафедри криміналістики і директор Центру організації освітньої підготовки та інформаційно-аналітичної роботи Національного університету «Одеська юридична академія», входить до складу вченої ради університету, керівник дослідницької групи «De mendacio veritas». Авторка понад 160 публікацій, зокрема монографій, посібників і довідників, у тому числі брала участь у створенні «Великої української юридичної енциклопедії». У 2018 році захистила докторську дисертацію на тему «Антроподжерельна невербальна інформація в кримінальному провадженні: криміналістичні засади» та отримала ступінь доктора юридичних наук. Є головою Ради молодих учених при Міністерстві освіти і науки України.

## Біографія
Олеся Петрівна Ващук народилася 3 травня 1986 року в Україні, у селі Дмитрівка Болградського району Одеської області. Батько — Кедик Петро Ілліч, мати — Кедик Марія Василівна, брат — Кедик Василь Петрович, сестра — Кедик Вероніка Петрівна. До 5-го класу навчалася в Дмитрівському навчально-виховному комплексі «Загальноосвітня школа I—III ступенів — дошкільний навчальний заклад імені С. С. Курогло» Болградської районної ради Одеської області. З 6-го класу — в Арцизькому навчально-виховному комплексі «Загальноосвітня школа I—III ступенів № 1 — гімназія» Арцизької районної ради Одеської області, яку закінчила у 2003 році.

## Кар'єра
Першим досвідом стала робота касира у ТОВ «Фотомаркет» (серпень 2003 р.) до початку навчання в університеті з вересня 2003 р.[джерело?]
У 2007 займала посаду юриста другої категорії Юридичної клініки Національного університету «Одеська юридична академія». [Архівовано 11 січня 2020 у Wayback Machine.]
У 2011 році переведена на посаду юриста першої категорії цієї ж клініки. [Архівовано 11 січня 2020 у Wayback Machine.]

У 2012 році призначена на посаду асистента кафедри криміналістики Національного університету «Одеська юридична академія», а у 2013 р. — переведена на посаду доцента цієї ж кафедри. Працювала науковим співробітником науково-дослідної частини, де виконувала прикладне наукове дослідження «Комплексне дослідження забезпечення ефективності досудового провадження», а також призначена начальником відділу координування інформаційно-аналітичного забезпечення, Директором Центру організації освітньої підготовки та інформаційно-аналітичної роботи Національного університету «Одеська юридична академія».
[джерело?]

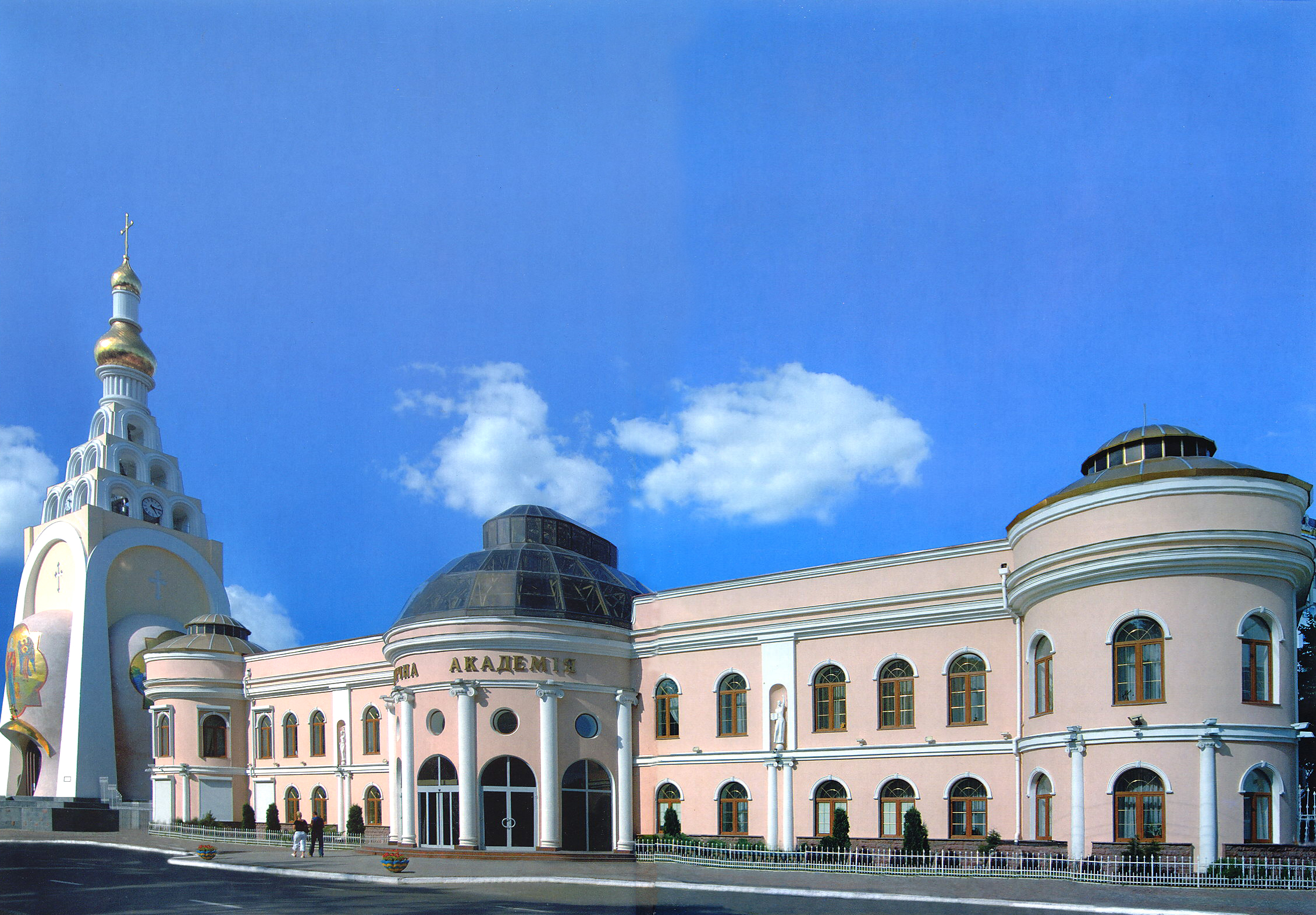
Національний університет «Одеська юридична академія»

У різні роки викладала такі дисципліни як: «Криміналістика», «Психофізіологічна діагностика особистості», «Поліграфологічна та психофізіологічна діагностика особистості», «Теоретичні та практичні проблеми методики і тактики розслідування злочинів» студентам денної форми навчання Інституту кримінальної юстиції [Архівовано 1 липня 2017 у Wayback Machine.], факультету підготовки слідчих для органів внутрішніх справ, факультету цивільної та господарської юстиції [Архівовано 20 березня 2018 у Wayback Machine.] і судово-адміністративному факультету [Архівовано 26 червня 2017 у Wayback Machine.]. Здійснювала керівництво та рецензування курсових, бакалаврських, дипломних, магістерських та дисертаційних робіт.

### Підвищення кваліфікації та стажування
Опанувала повний курс турецької мови. 30 травня 2013 року склала на відмінно заліковий екзамен за програмою підвищення кваліфікації (вищий рівень) на курсах іноземних мов ВК «Лінгвапакс» при Київському національному університеті ім. Шевченка. [Архівовано 11 січня 2020 у Wayback Machine.]
Отримала підвищення кваліфікації в галузі юридичних наук, з правових та соціальних аспектів захисту прав інтелектуальної власності в інформаційній сфері, яке проходило з 6 по 24 червня 2016 року в Інституті національної безпеки Приморської академії в Слупську. [Архівовано 11 січня 2020 у Wayback Machine.]
У вересні 2017 року опанувала програму стажування в Університеті Миколаса Ромеріса (Вільнюс, Литва), (60 навч. годин).[джерело?]
У жовтні/листопаді 2017 року на території Республіки Польща в рамках проекту «Інноваційний університет і лідерство. Фаза ІІІ: впровадження інновацій і відносини з стейкхолдерами» у Варшавському та Ягеллонському університетах виконала повну навчально-тренінгову програму (120 навч. годин). [Архівовано 11 січня 2020 у Wayback Machine.]
Пройшла атестацію в атестаційній комісії при Національному університеті «Одеська юридична академія» щодо володіння державною мовою. [Архівовано 11 січня 2020 у Wayback Machine.]

#### Прокуратура
Впродовж 2014 року стажувалась в прокуратурі Одеської області з метою вдосконалення професійної підготовки шляхом поглиблення і розширення професійних знань, умінь та навичок, набуття досвіду виконання додаткових завдань та обов'язків у межах спеціальності.[джерело?]

#### Літня академія лідерства
В період з 26 по 30 червня 2017 року брала участь у Літній академії лідерства в м. Одеса, Україна[джерело?].

## Наукова діяльність
У 2012 році на підставі прилюдного захисту дисертації присуджено науковий ступінь кандидата юридичних наук за спеціальністю «Кримінальний процес та криміналістика; судова експертиза; оперативно-розшукова діяльність» за темою «Методика розслідування нападів на інкасаторів».
З 2012 року в рамках здобуття наукового ступеня доктора юридичних наук за спеціальністю 12.00.09 — кримінальний процес та криміналістика; судова експертиза; оперативно-розшукова діяльність, проводить дослідження за темою: «Невербальна інформація в кримінальному провадженні: теоретико-методологічні основи та практика використання». Науковим консультантом було призначено д.ю.н., професора В. В. Тіщенка.
3 2012 року здійснює дослідження у сфері вищої освіти, напрацювання щодо підвищення її якості.[джерело?]
З 2019 року є членом робочої групи з питань методичного, організаційного та аналітичного з+абезпечення єдиного державного кваліфікаційного іспиту за спеціальностями 0В1 «Право» та 293 «Міжнародне право».

### Гранти
Розпорядженням Президента України призначено грант Президента України для підтримки наукових досліджень молодих учених на 2017 рік щодо проведення дослідження під назвою «Теоретико-практичні засади отримання та використання невербальної інформації в кримінальному провадженні». За результатами дослідження отримано сертифікат, що засвідчує успішне виконання у 2017 році НДП.

## Інтереси
До сфери особистих інтересів Олесі Ващук входить історія та мистецтво. [Архівовано 11 січня 2020 у Wayback Machine.]

## Практична діяльність

### Проведені заходи
- Семінар на тему: «Здійснення процесуального керівництва в кримінальних провадженнях, у тому числі щодо особливо тяжких злочинів у сфері транспорту» у прокуратурі Одеської області 25 липня 2014 року.
- Навчально-методичний семінар на тему: «Особливості укладення угод про визнання винуватості у кримінальному провадженні. Практика застосування відповідних норм Кримінального процесуального кодексу України при винесені судом вироків на підставі відповідних угод. Зміна прокурором обвинувачення в суді. Висунення додаткового обвинувачення та відмова від підтримання державного обвинувачення» у прокуратурі Одеської області 25 вересня 2014 року.
- Навчально-методичний семінар на тему: «Особливості досудового розслідування злочинів, вчинених працівниками правоохоронних органів. Тактика та методика проведення окремих слідчих дій» у прокуратурі Одеської області 15 жовтня 2014 року.
- Участь у міжнародній науково-методичній конференції «Освітні вимірювання — 2015. Реформування зовнішнього незалежного оцінювання: методологія, модель, основні складові», 2015 р. [15]
- Участь у тренінгу з використанням методології зовнішньої незалежної оцінки процесів забезпечення якості юридичної освіти, 27-28 травня 2015 року.
- Участь у семінарі з питань проведення вступного екзамену до магістратури за спеціальністю 081 «Право» у формі ЗНО, 20.12.2015 року.
- Участь у робочій групі МОН з питань вступу на навчання для здобуття ступеня магістра за спеціальністю 081 «Право» за технологією ЗНО, 2016 рік.
- Надання та обговорення пропозицій до Концепцій вдосконалення правничої (юридичної) освіти для фахової підготовки професії правника відповідно до європейських стандартів вищої освіти та правничої професії, запропоновані викладачами та співробітниками Університету, 2016—2017 рр.
- Організація опитування «Підготовка до розробки стратегії модернізації правничої освіти в Україні», 01 червня 2016 року.
- Участь у круглому столі на тему: "Модернізація правничої освіти в Україні: здобутки експерименту з проведення у 2016 році ЗНО при вступі до магістратури за спеціальністю 081 «Право» та презентація проекту «Концепції розвитку юридичної освіти в Україні», 14 вересня 2016 року.
- Участь у робочій групі (МОН, МЮ, ВРУ) з розробки Концепції розвитку юридичної освіти в Україні, 2016—2017 рр.
- Участь у засіданні «круглого столу» (МОН) з питання запровадження в Україні виключно (наскрізної) магістерської програми підготовки фахівців за спеціальністю «Право», 18 березня 2016 року.
- Організація та проведення на базі НУ «ОЮА» міжнародної науково- практичної конференції «Сучасна юридична освіта: досвід минулого — погляд в майбутнє», 21 жовтня 2016 року.
- Участь у тренінгу для представників провідних правничих шкіл по використанню ЄСР та заснованої на ЄСР Методики зовнішнього незалежного оцінювання в процесі забезпечення якості юридичної освіти, 30-31 травня 2017 року.
- Участь у триденному тренінгу з розробки орієнтованих на практику та заснованих на правничих навичках навчальних курсів з кримінально та кримінально-процесуального права з 5-7.06.2017 р.
- Участь в міжнародному семінар-практикумі в інтересах українських правничих шкіл, що впроваджують факультативний курс із запобігання та протидії корупції у форматі міжнародного онлайн курсу, 13-14 квітня 2017 року.
- Участь у робочій групі МОН з питань вступу на навчання для здобуття ступеня магістра за спеціальністю 081 «Право» за технологією ЗНО, 2017 рік.
- Участь у робочій групі МОН з питань вступу на навчання для здобуття ступеня магістра за спеціальністю 081 «Право» та 293 «Міжнародне право» за технологією ЗНО, 2018 рік.
- Участь у зустрічі із міжнародними експертами щодо розробки Модельної навчальної програми для правників, 13.02.2018 року.
- Участь у семінарі-практикумі на тему: «Вдосконалення академічної та практичної підготовки студентів-правників: кращі підходи до керівництва практикою, практичних занять та рефлексій, академічних стандартів, дизайну програм практики та практично-орієнтованої педагогіки», 20 березня 2018 року.
- Участь у міжнародній конференції «Забезпечення якості юридичної освіти, університетська автономія та академічна свобода в контексті підготовки фахівців для правничої професії ХХІ сторіччя», 24-25 квітня 2018 року.
- Семінар-практикум з розробки модельного положення про центр забезпечення якості юридичної освіти у Києві 25-26 січня 2018 року.
- Семінар USAID на тему «Student externship management. Learning from practice with good supervision» у Києві, 26-27 квітня 2018 року.

### Редакційна діяльність
Член редакційної колегії фахового видання України — Міжвідомчий науково-методичний збірник «Криміналістика і судова експертиза» (Київський науково-дослідний інститут судових експертиз).

## Наукові праці

### Посібники, автореферати, монографії та довідники
- Методика розслідування нападів на інкасаторів: монографія / О. П. Ващук. — Одеса: Видавничий дім «Гельветика», 2015. — 333 с.
- Тактика використання невербальної інформації в кримінальному провадженні: монографія / О. П. Ващук. — Одеса: Видавничий дім «Гельветика», 2017. — 580 с.
- Ващук О. П. Невербальна інформація в кримінальному провадженні: теоретико-методологічні основи: монографія / О. П. Ващук. — Одеса: Видавничий дім «Гельветика», 2017. — 430 с. [Архівовано 9 травня 2018 у Wayback Machine.]
- Криміналістичне забезпечення виявлення і розслідування злочинів: монографія / за ред. В. В. Тіщенко. — Одеса: Видавничий дім «Гельветика», 2018. — С. 140—149. [Архівовано 7 листопада 2019 у Wayback Machine.]
- Ващук О. П. Криміналістика / Криміналістика: навч.-метод. посіб. / О. П. Ващук. — Одеса: Юридична література, 2015.- 200 с. — (Сер.:"Навчально-методичниі посібники"). ISBN 978-966-419-204-7.
- Ващук О. П. Теоретичні та практичні проблеми методики і тактики розслідування злочинів / Теоретичні та практичні проблеми методики і тактики розслідування злочинів: навчально-методичний посібник / В. В. Тіщенко, А. А. Барицька, О. П. Ващук, Ю. О. Гресь. — 3-тє вид., доп.й уточн.- Одеса: Юридична література, 2015. — 76 С. ISBN 978-966-419-206-1.
- Довідник захищених дисертацій на здобуття наукового ступеня кандидата і доктора юридичних наук за спеціальністю 12.00.09 — кримінальний процес та криміналістика; судова експертиза; оперативно-розшукова діяльність (1991—2014) / Д 58 Довідник захищених дисертацій на здобуття наукового ступеня кандидата і доктора юридичних наук за спеціальністю 12.00.09 — кримінальний процес та криміналістика; судова експертиза; оперативно-розшукова діяльність (1991—2014) / укл., передмова, вступ В. В. Тіщенка, О. П. Ващук, І. В. Гловюк, Т. Р. Короткого. — Одеса: Фенікс, 2015. — 668 с. [Архівовано 2 листопада 2018 у Wayback Machine.]
- Ващук О. П. Поліграфологічна та психофізіологічна діагностика особистості [Книга]: навч.-метод. посібник / О. П. Ващук ; М-во освіти і науки України, Нац. ун-т «Одес. юрид. акад.», Каф. криміналістики. — Одеса: Юридична література, 2016. — 84 с. (Серія «Навчально-методичні посібники»). — ISBN 978-966-419-271-9
- Ващук О. П. Криміналістична невербалістика: навч.-метод. посіб. / О. П. Ващук. — Одеса: Видавничий дім «Гельветика», 2017. — 88 с [Архівовано 7 листопада 2019 у Wayback Machine.].
- Ващук О.  П. Психофізіологічна діагностика особистості: навч.-метод. посіб. / О. П. Ващук. — Одеса: Видавничий дім «Гельветика», 2017. — 108 с. [Архівовано 7 листопада 2019 у Wayback Machine.]
- Велика українська юридична енциклопедія: у 20 т. — Т. 20 : Криміналістика, судова експертиза, юридична психологія / редкол.: В. Ю. Шепітько (голова) та ін. ; Нац. академ. прав. наук України ; Ін-т держави і права ім. В. М. Корецького НАН України ; Нац. юрид. ун-т ім. Ярослава Мудрого. — Харків: Право, 2018. — 952с. : іл. [Архівовано 9 травня 2018 у Wayback Machine.]
- Антроподжерельна невербальна інформація в кримінальному провадженні: криміналістичні засади / О. П. Ващук // Автореферат дисертації на здобуття наукового ступеня доктора юридичних наук. — Одеса : 2018. — 48 с. [Архівовано 10 травня 2022 у Wayback Machine.]
- Ващук О. П. Антроподжерельна невербальна інформація в кримінальному провадженні: криміналістичні засади: дис. … доктора юрид. наук: 12.00.09 / Ващук Олеся Петрівна. — Одеса, 2018. — 506 с. [Архівовано 25 липня 2019 у Wayback Machine.]

### Статті у наукових виданнях України
- Ващук О. П.  Особенности осмотра места происшествия при расследовании разбойных нападений на инкассаторов  / О. П. Ващук // Юридичний вісник. — 2011.  - № 3.– С. 112—116. [Архівовано 4 травня 2018 у Wayback Machine.]
- Ващук О. П. Судебные экспертизы, назначаемые на начальном этапе расследования разбойных нападений на инкассаторов  / О. П. Ващук // Митна справа. — 2011. — № 4 (76). — Ч. 2. — С. 274—279.
- Ващук О. П. Допрос потерпевших и свидетелей при расследовании разбойных нападений на инкассаторов  / О. П. Ващук // Митна справа. — 2011. — № 5 (77). — Ч. 2. — С. 388—393.
- Ващук О. П. Планирование расследования при разбойных нападениях на инкассаторов  / О. П. Ващук // Актуальні проблеми держави і права: збірник наукових праць. — Одеса: Юридична література, 2011. — Вип. 60. — С. 273—278.
- Ващук О. П. Особливості проведення окремих слідчих дій при розслідуванні нападів на інкасаторів / О. П. Ващук // Актуальні проблеми держави і права: збірник наукових праць.  – Одеса: Юридична література, 2011. — Вип. 61. — С. 469—476.
- Ващук О. П. Особенности производства обыска при расследовании разбойных нападений на инкассаторов / О. П. Ващук // Форум право. — 2011. — № 3. — С. 105—110. [Архівовано 9 травня 2018 у Wayback Machine.]
- Ващук О. П. Протидія діяльності слідчого при розслідуванні нападів на інкасаторів / О. П. Ващук // Вісник Донецького національного університету. — Донецьк: Видавництво Донецького національного університету, 2011. — № 2. — С. 263—267.
- Ващук О. П. Класифікація брехні при розслідуванні злочинів / О. П. Ващук // Науковий вісник Ужгородського національного університету; Ужгородський національний університет. — 2012. — Том 4. -  Ч. 1. — Випуск 20. — С. 114—116.
- Ващук О. П. Класифікація невербальної інформації в криміналістиці / О. П. Ващук // Актуальні питання публічного та приватного права / Науковий журнал. січень-лютий 2013. — ГО: «Причорноморська фундація права». –2013. — № 1(01). — С. 154—157. [Архівовано 7 листопада 2019 у Wayback Machine.]
- Ващук О. П. Невербальна інформація як один із видів криміналістичної інформації / О. П. Ващук // Науковий вісник Міжнародного гуманітарного університету. — Одеса, 2013. — Т. 2. — Вип. 6-2. — С. 110—113.
- Ващук О. П. Метод пізнання невербальної інформації під час розслідування злочинів: спостереження / О. П. Ващук // Актуальні проблеми держави і права: збірник наукових праць. — Одеса: Юридична література, 2013. — Вип. 70. — С. 309—314.
- Ващук О. П. Прийоми верифікації даних при проведенні слідчих (розшукових) дій / О. П. Ващук // Право і суспільство. — 2013. — Вип. 6. — С. 293—297.
- Ващук О. П. Сучасні можливості використання невербальної інформації в розслідуванні злочинів / О. П. Ващук // Науковий вісник Херсонського державного університету: Збірник наукових праць. — Херсон, 2013. — Т. 2. — Вип. 4.– С. 145—147.
- Ващук О. П. Можливості використання невербальної інформації при проведенні допиту / О. П. Ващук // Митна справа. — 2013. — № 5(2.2). — С. 50-55. [Архівовано 9 травня 2018 у Wayback Machine.]
- Ващук О. П. Механізм слідоутворення завідомо неправдивих показань свідка при проведенні допиту / О. П. Ващук // Електронне наукове фахове видання «Порівняльно-аналітичне право»; Ужгородський національний університет. — 2013. — № 3-2. — С. 290—292.
- Ващук О. П. Тактика використання невербальної інформації при проведенні слідчих (розшукових) дій / О. П. Ващук // Ученые записки Таврического национального университета им. В. И. Вернадского, 2013.- Том 26(65). — № 2-2. — С. 293—299. [Архівовано 7 листопада 2019 у Wayback Machine.]
- Ващук О. П. Криміналістична класифікація ознак зовнішності людини: теоретичний аспект / О. П. Ващук // Криминалистика и судебная экспертиза: Междуведомственный научно-методический сборник. / Отв. ред. И. И. Емельянова. — К.: Министерство юстиции Украины, 2013. — ч. 2. — Вып. 58. — С. 32-34.
- Ващук О. П. Щодо криміналістичної класифікації зовнішності людини / О. П. Ващук // Новітні наукові дослідження держави і права — 2013 : збірник наукових праць / за ред. П. М. Шапірка, О. В. Козаченка. — Миколаїв: Іліон, 2013. — С. 27-29.
- Ващук О. П. Використання невербальної інформації при проведенні допиту: теоретичні питання / О. П. Ващук // Карпатський правничий часопис. — Львів,  2013. — Вип. 1(01). — С. 17-21.
- Ващук О. П. Слідчий як верифікатор достовірності криміналістичної інформації на досудовому розслідуванні / О. П. Ващук // Юридичний вісник; НУОЮА. — 2013. — № 4. — С. 105—109.
- Ващук О. П. К вопросу о криминалистическом исследовании невербальной информации, содержащейся в динамических признаках человека / О. П. Ващук // Криминалистика и судебная экспертиза: Междуведомственный научно-методический сборник. / Отв. ред. И. И. Емельянова. — К.: Министерство юстиции Украины, 2014.− Вып. 59. — С. 196—203.
- Ващук О. П. Криміналістична характеристика та класифікація самообмови при розслідуванні злочинів / О. П. Ващук // Науковий вісник Міжнародного гуманітарного університету: Збірник наукових праць. — 2014. — Т. 2. — Вип. 10-2. — С. 114—116.
- Ващук О. П. О принципах использования невербальной информации в уголовном судопроизводстве / О. П. Ващук // Криміналістика та судова експертиза: наука, навчання, практика: зб. наук. пр. у 2-х т. — Х.: Видавнича агенція «Апостіль», 2014. — Т. 1. — С. 62-68. [Архівовано 7 листопада 2019 у Wayback Machine.]
- Ващук О. П. Верифікація інформації у судовому провадженні з перегляду судових рішень / О. П. Ващук // Вісник кримінального судочинства: наук.-практ. журн. Нац. ун-т імені Тараса Шевченка. — Київ: Правова єдність, 2015. — № 3. — С. 22-27. [Архівовано 9 травня 2018 у Wayback Machine.]
- Ващук О. П. Складові емоційного стану потерпілого та їх вплив на його показання / О. П. Ващук // Наукові праці Національного університету «Одеська юридична академія»: збірник наукових праць; НУОЮА. — Одеса: Юридична література, 2015. — Т. XVI.  - С. 335—341. [Архівовано 9 травня 2018 у Wayback Machine.]
- Ващук О. П. Возможности классификации ложных показаний / О. П. Ващук // Криминаліст першодрукований: журнал Національного університету імені Ярослава Мудрого. — Харків: Видавнича агенція «Апостіль». — 2015. — Вип. 10. — С. 58-61. [Архівовано 7 листопада 2019 у Wayback Machine.]
- Ващук О. П. Верифікація відомостей/даних на початку досудового розслідування / О. П. Ващук // Науковий вісник Херсонського державного університету. — 2015. — Т. 3. — Вип. 6. — С. 89-92. [Архівовано 10 травня 2018 у Wayback Machine.]
- Ващук О. П. Співвідношення верифікації та валідації в кримінальному провадженні / О. П. Ващук // Вісник Вищої кваліфікаційної комісії суддів України: науково-практичний юридичний журнал. / редкол: С. М. Прилипко та ін. — Київ: «Піраміда», 2016. — Вип. 1.- С. 45-48. [Архівовано 19 червня 2017 у Wayback Machine.]
- Ващук О. П. Місце верифікації та валідації в судовому провадженні / О. П. Ващук // Науковий вісник Міжнародного гуманітарного університету: Збір. наук. праць. / редкол: В. В. Дудченко та інші. — Одеса, 2016. — Вип. 23. — С. 186—188. [Архівовано 9 травня 2018 у Wayback Machine.]
- Ващук О. П. Верифікація та валідація на досудовому розслідуванні / О. П. Ващук // Актуальні проблеми держави і права. — 2016. — Вип. 76. — С. 18-22. [Архівовано 4 травня 2018 у Wayback Machine.]
- Ващук О. П. Особливий порядок кримінального провадження: верифікація даних / О. П. Ващук // Актуальні проблеми політики. — 2016. — Вип. 58. — С. 251—257. [Архівовано 9 травня 2018 у Wayback Machine.]
- Ващук О. П. Вплив емоційного стану потерпілого на його показання / О. П. Ващук // Криміналістика і судова експертиза. — 2016. — Вип. 61. — С. 508—521. [Архівовано 5 березня 2022 у Wayback Machine.]
- Ващук О. П. Сучасні можливості верифікації невербальної інформації в межах кримінального провадження / О. П. Ващук // Юридичний науковий електронний журнал. — 2016. — № 6. — С. 213—216. [Архівовано 22 квітня 2018 у Wayback Machine.]
- Ващук О. П. Негласні слідчі (розшукові) дії: верифікація даних / О. П. Ващук // Часопис Київського університету права. — 2016. — № 4. — С. 306—309. [Архівовано 13 липня 2019 у Wayback Machine.]
- Ващук О. П. Особливості верифікації даних у судовому провадженні першої інстанції / О. П. Ващук // Прикарпатський юридичний вісник; НУОЮА. — 2016. — Вип. 2(11). — С. 87-90.
- Ващук О. П. Питання верифікації та валідації у кримінальному провадженні: методи пізнання невербальної інформації / О. П. Ващук // Право України: юр. журн. — Вип. 6. — 2017. — с. 159—163. [Архівовано 25 листопада 2019 у Wayback Machine.]
- Ващук О. П. Criminalistic investigation of non-verbal information: opportunities and prospects / О. П. Ващук // Криминаліст першодрукований: журнал Національного університету імені Ярослава Мудрого. — 2017. — № 14. — С. 47-53.
- Ващук О. П. Використання невербальної інформації у розробці методики розслідування окремих категорій злочинів / О. П. Ващук // Наукові праці Національного університету «Одеська юридична академія»: Збірник фахових статей. / відп. ред. М. В. Афанасьєва. — Одеса: «Юридична література», 2017. — Т. 19. — С. 77-85. [Архівовано 9 травня 2018 у Wayback Machine.]
- Ващук О. П. Використання невербальної інформації при проведенні слідчих (розшукових) дій / О. П. Ващук // Правова держава: наук. журн. Одеський національний університет ім. І. І. Мечникова. — Одеса: Фенікс, 2017. — Вип. 25. — С. 140—148.
- Ващук О. П. Судова експертиза в межах кримінального провадження: психофізіологічне дослідження / О. П. Ващук //  Вісник кримінального судочинства: наук.-практ. журн. / Київ. нац. ун-т імені Тараса Шевченка, — Київ: Правова єдність, 2017. — № 2. — С. 19-24. [Архівовано 9 травня 2018 у Wayback Machine.]
- Ващук О. П. Формування криміналістичної невербалістики / О. П. Ващук // Підприємництво, господарство і право. — 2017. — № 11. — С. 203—206.
- Ващук О. П. Практичне застосування верифікації даних під час проведення слідчих (розшукових) дій / О. П. Ващук //  Юридичний вісник. — 2018. — Вип. 1. — С. 66-70.

Статті у наукових періодичних виданнях інших держав з юридичного напряму:
- Ващук О. П. Механизм следообразования заведомо ложных показаний потерпевшего при допросе / О. П. Ващук // LEGEA ŞI VIAŢA. Publicaţie ştiinţifico-practică. mun. Chişinău, Republica Moldova. — 2013. — № 11(263) — Р. 42-45. [Архівовано 10 травня 2018 у Wayback Machine.]
- Ващук О. П. Определение термина «невербальная информация» в современной криминалистике / О. П. Ващук // Инновационное развитие общества в условиях интеграции правовых систем: сб. науч. ст. / ГрГУ им. Я. Купалы. / редкол.: Н. В. Сильченко (гл. ред.) [и др.]. — Гродно: ГрГМУ, 2013. — С. 376—379. [Архівовано 7 листопада 2019 у Wayback Machine.]
- Ващук О. П. О классификации ложных показаний в уголовном производстве / О. П. Ващук // Проблемы уголовного процесса, криминалистики и судебной экспертизы ; СГЮА. / отв. ред. Л. Г. Шапиро. — Саратов, 2014. — № 1(3). — С. 52-57.
- Ващук О. П. Невербальна інформація у кримінальному судочинстві: допит / О. П. Ващук // Национальный юридический журнал: теория и практика: научно-практическое правовое издание. / отв. ред. Л. Л. Арсене. — Кишинев, 2014. — № 6(10). — С. 234—237. [Архівовано 20 жовтня 2017 у Wayback Machine.]
- Ващук О. П. Характеристика факторов и признаков самооговора подозреваемого в уголовном производстве / О. П. Ващук // Криминалистика и судебная экспертология: наука, обучение, практика XI: сборник научных статей. — Вильнюс, 2015. — С. 225—233. [Архівовано 7 листопада 2019 у Wayback Machine.]
- Ващук О. П. Вплив стресу на емоційний стан потерпілого під час надання ним показань в кримінальному провадженні / О. П. Ващук // Evropský politický a právní diskurz. — 2016. — Том 3. — Вип. 6 — С. 258—262. [Архівовано 10 травня 2018 у Wayback Machine.]
- Ващук О. П. Formation of criminalistical nonverbalistics / О. П. Ващук // LEGEA ŞI VIAŢA. Publicaţie ştiinţifico-practică. mun. Chişinău, Republica Moldova. — 2017. — № 12/2(312). — Р. 35-37. [Архівовано 9 травня 2018 у Wayback Machine.]
- Ващук О. П. Формування криміналістичного підходу до вивчення невербальної інформації в кримінальному провадженні / О. П. Ващук // Visegrad Journal on Human Rights. — 2017. — № 5. — С. 58-65. [Архівовано 4 лютого 2019 у Wayback Machine.]
- Ващук О. П. Формирование методики психофизиологической экспертизы в уголовном производстве / О. П. Ващук // Криминалистика и судебная экспертология: наука, обучение, практика XIII: Сборник научных трудов. Часть II / ред. Габриель Юдокайте-Гранскене. — Вильнюс, 2017. — Ч. 2. — С. 478—485.
- Vashchuk O. Formation of modern incentive system for managers in the context of Eurepean intergration processes / О. Vashchuk // Baltic Journal of Economic Studies. — Vol. 4. — No. 1. — 2018. — P. 49-61. [Архівовано 7 листопада 2019 у Wayback Machine.]

## Нагороди
- Почесна грамота Одеської обласної ради "За багаторічну плідну працю, вагомий особистий внесок у розвиток освітньої галузі і науки, високий професіоналізм та з нагоди 15-річчя НУ «ОЮА»[16] ", 2012 р.